# Tour de l'Échangeur
La tour de l'Échangeur de Limete est une tour en béton armé de 210 mètres de hauteur  située à Kinshasa, dans la commune de Limete. Son adresse officielle est Limete,
Croisement boulevard Lumumba et avenue By-Pass. Construite par l'architecte franco-tunisien Olivier-Clément Cacoub et une entreprise de travaux yougoslave, ce monument avait pour but de devenir le symbole de la nation congolaise et un site touristique de premier plan, à l'exemple de la tour Eiffel à Paris ou de la statue de la Liberté à New-York.
Les travaux ont commencé en 1970 sous l'initiative de Mobutu Sese Seko. Ils ont pris fin en 1974. Malheureusement, l'ouvrage n'était pas encore à 100% terminé. On ne connaît pas la cause exacte de l'arrêt des travaux.
La Tour devient le symbole du logo des Jeux de la Francophonie de 2023 se déroulant à Kinshasa.

## Présentation générale
La tour de l'Échangeur de Limete se trouve à l'entrée de la ville de Kinshasa. Elle est composée de quatre colonnes en béton armé qui s'élèvent à 210 mètres de hauteur. À l'intérieur de chacune d'elles, il y a soit des ascenseurs soit des escaliers. Les ascenseurs sont actuellement (29 avril 2019) en panne. Il n'y a pas d'éclairage dans les escaliers. La tour est posée sur un socle sculptural imposant qui s'ouvre lui-même d'un côté sur un viaduc de 300 mètres de longueur qui mène à la plate-forme des cérémonies. C'est à quelques mètres de là que se trouve la statue de Lumumba qui devait être à l'origine au sommet même de l'édifice. Dans le socle, il y a un musée qui est ouvert tous les jours de la semaine, le matin. Le droit d'entrée y est de 1 000 francs pour les Congolais (0,60 centimes de dollars américains) et de 10 dollars pour les étrangers.

## Historique
Dans le cadre de la politique du « Recours à l'authenticité », le président Mobutu Sese Seko, dans son discours du 30 juin 1966, proclama officiellement Patrice Emery Lumumba "héros national". Il débaptisa le boulevard Léopold II pour lui donner le nom de "boulevard Lumumba", et annonça, par la même occasion, la construction d'un monument à sa mémoire à la place actuelle de l' "Échangeur de Limete".
Les travaux commencèrent en 1970 et furent subitement arrêtés en 1974. Ce qui devait être pour Mobutu l'icône non seulement de la ville mais de la nation entière fut laissé de côté pendant plusieurs années avant d'être complètement ignoré pendant la présidence de Laurent Désiré Kabila, de 1997 à 2001. 
Certaines personnes appellent ces vestiges de l'ère Mobutu des « éléphants blancs ». On peut citer, en plus de la tour de l'Échangeur de Limete, le Stade des Martyrs, le Palais du Peuple, ou encore le Domaine du Mont Ngaliema. Ces personnes n'ont pas beaucoup d'intérêt pour la Tour de l'Échangeur. Pour d'autres, elle est le symbole de la nation, même si elles s'accordent toutes à dire qu'un rafraîchissement serait le bienvenu.
Le président Joseph Kabila faisait partie de ce second groupe. La preuve en est qu'il a entrepris des travaux de réhabilitation du site en 2011. Il a personnellement procédé au lancement des travaux de réhabilitation et de modernisation des 2e et 3e tronçons du boulevard Lumumba, qui comprennent des travaux d'aménagement et de modernisation de la tour de l'Échangeur de Limete, par l' entreprise chinoise "CREC".
Les travaux de réaménagement et de modernisation de cette tour, a dit pour sa part le ministre Fridolin Kasweshi, avaient pour objectif de valoriser un important investissement consenti dans les années 1970. Le plan d'aménagement prévoyait également l'installation d'un ascenseur menant au belvédère dans l'une des tours et d'un escalier dans une autre tour, l'aménagement d'un musée dans des locaux à construire au socle de base, le traitement végétal d'une superficie d'environ 110 000 m2, l'aménagement d'un grand parc avec fontaines, la rénovation et l'achèvement du monument et du viaduc, ainsi que l'installation d'un théâtre de verdure, d'activités marchandes à caractère culturel et de petites terrasses.

## Dans l'art
La Tour de l'Échangeur est souvent représentée par les artistes kinois, qui la reconnaissent comme un symbole significatif de la ville de Kinshasa. Citons par exemple Pita Kalala, peintre contemporain.
Dans une peinture, la Tour de l'Échangeur apparaît comme une seconde signature qui signifie : 
« made in Kinshasa » (fait à Kinshasa). L'artiste n'a plus à préciser cela, il signe juste son nom et indique éventuellement la date. 

## Galerie de photos

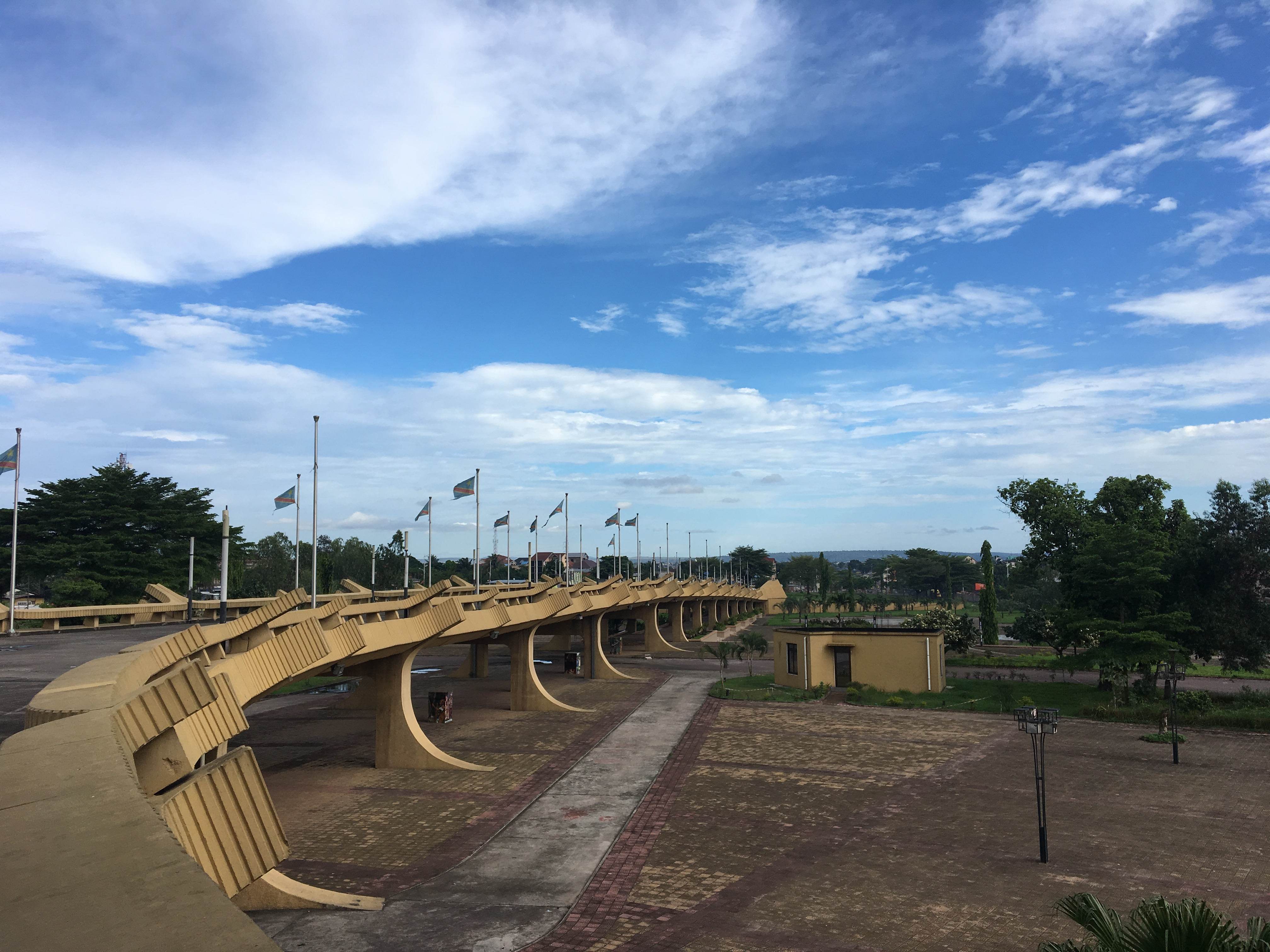
Viaduc de la tour de l'Échangeur
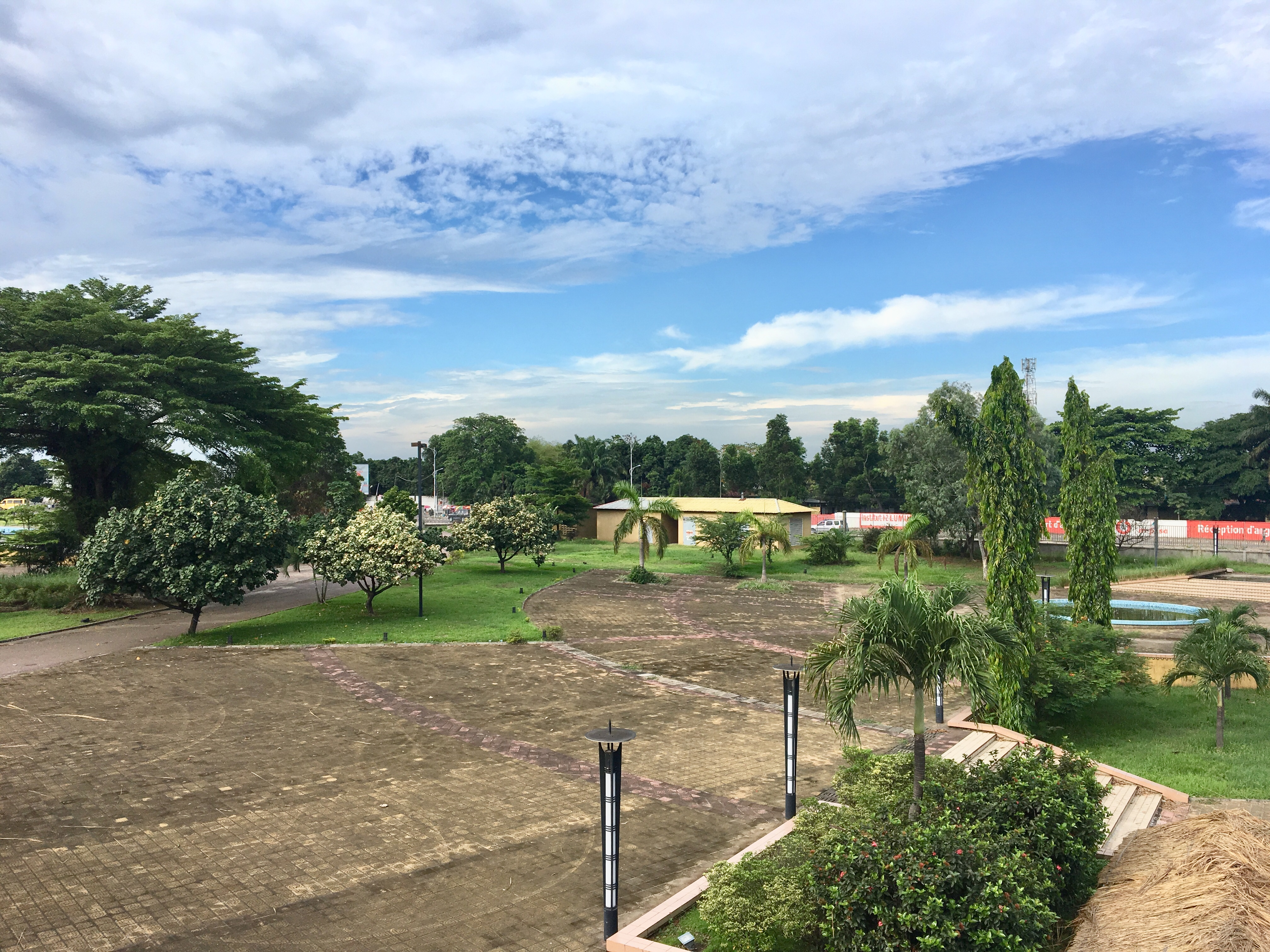
Parc de la tour de l'Échangeur
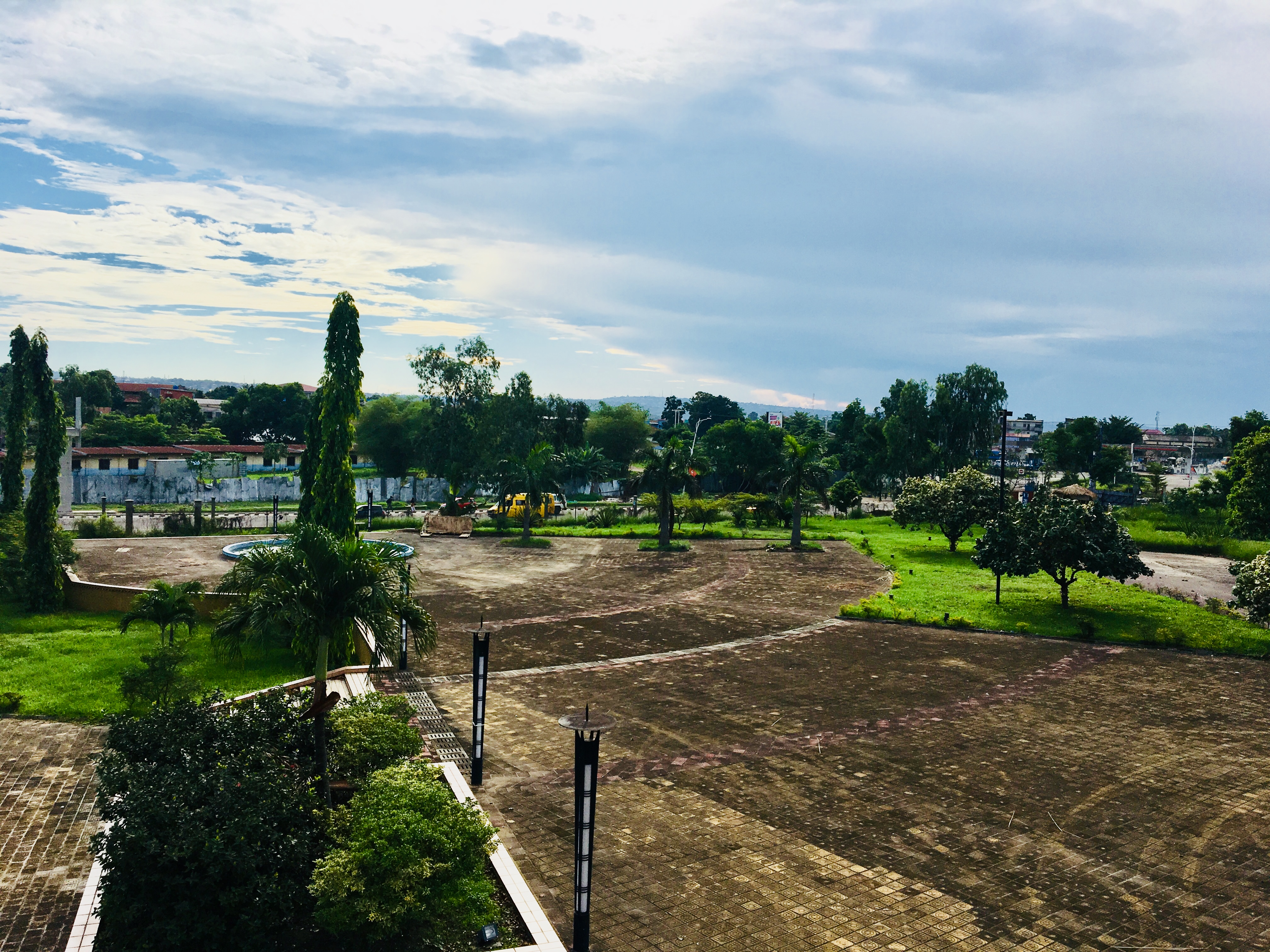
Parc de la tour de l'Échangeur
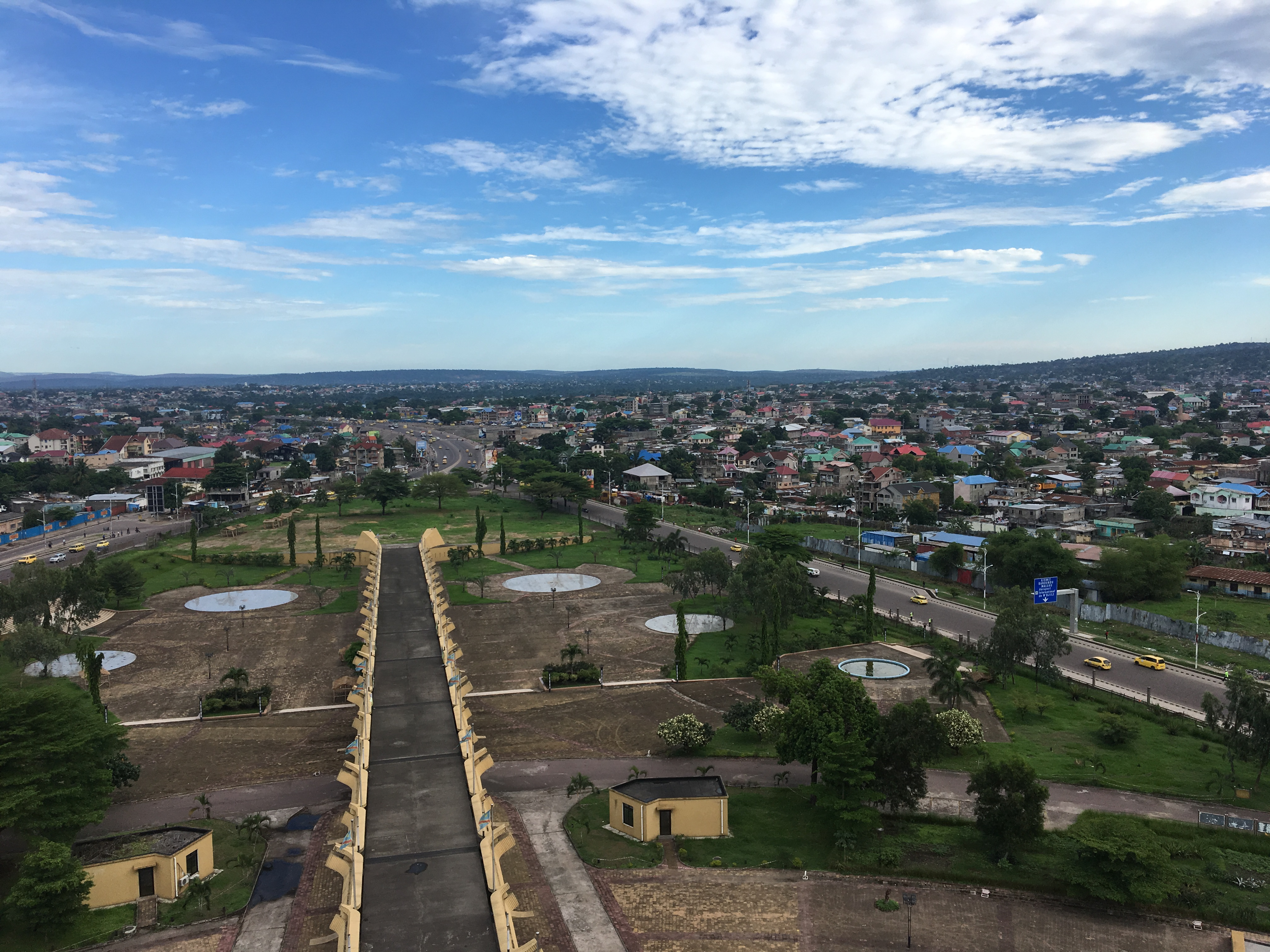
Vue panoramique de la tour de l'Échangeur
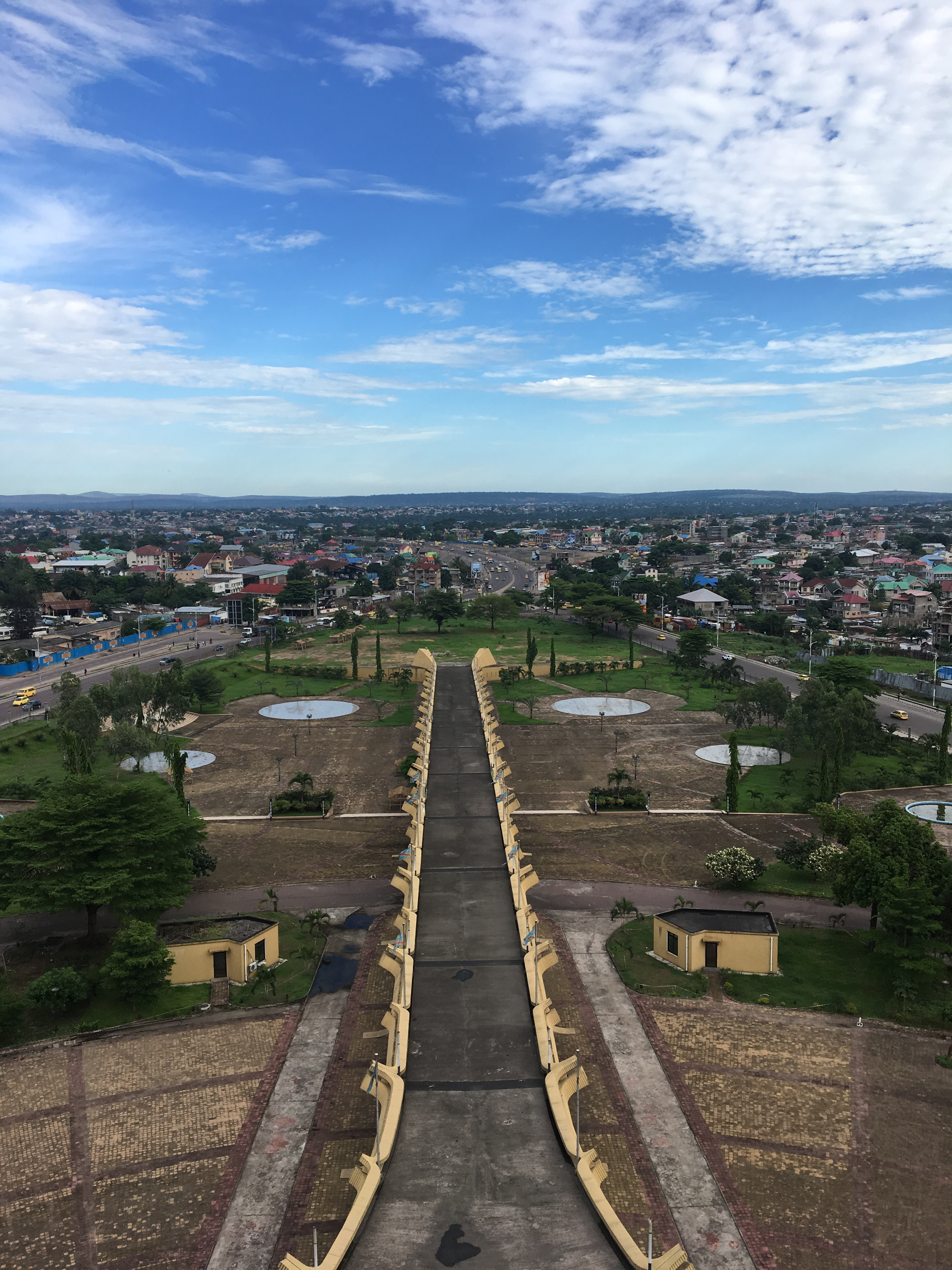
Viaduc vu du premier étage de la tour de l'Échangeur
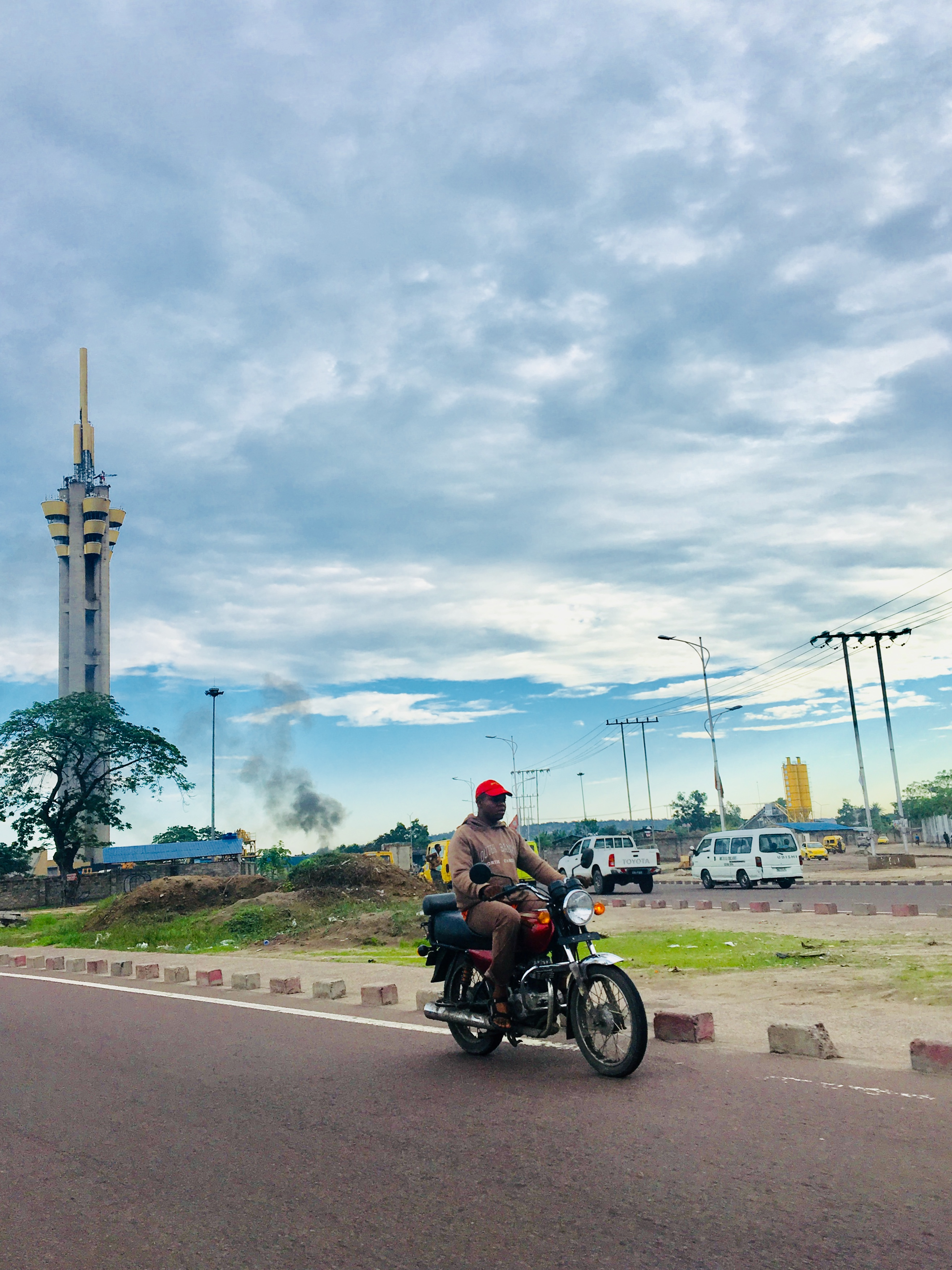
Tour de l'Échangeur et une moto